# Resistência (crime)
Resistência, de acordo com o Código Penal Brasileiro, é um crime praticado pelo particular contra a Administração Pública. Consiste em opor-se à execução de ato legal, mediante violência ou ameaça a funcionário competente para executá-lo ou a quem lhe esteja prestando auxílio. A pena prevista é de detenção, de 2 meses a 2 anos, mas se o ato, em razão da resistência, não se executa, a pena é de reclusão de 1 a 3 anos segundo Art. 329 do Código Penal. A ocorrência mais comum do crime de resistência é na execução de mandado de prisão, ou prisão em flagrante, a resistência à prisão.